# Macrogynoplax anae
Macrogynoplax anae är en bäcksländeart som beskrevs av Ribeiro och José Albertino Rafael 2007. Macrogynoplax anae ingår i släktet Macrogynoplax och familjen jättebäcksländor. Inga underarter finns listade i Catalogue of Life.